# Cambronne-lès-Clermont
Cambronne-lès-Clermont [kɑ̃bʁɔn lɛ klɛʁmɔ̃] ist eine französische Gemeinde mit 1.179 Einwohnern (Stand 1. Januar 2022) im Département Oise in der Region Hauts-de-France. Die Gemeinde liegt im Arrondissement Clermont und ist Teil der Communauté de communes du Clermontois und des Kantons Mouy.

## Geographie
Die Gemeinde liegt rund fünf Kilometer östlich von Mouy und sechs Kilometer südlich von Clermont im Westen der außerhalb des Gemeindegebiets verlaufenden, als Schnellstraße ausgebauten früheren Route nationale 16. Nachbargemeinden sind Neuilly-sous-Clermont, Rantigny, Cauffry, Bury und Ansacq. Zu Cambronne gehören die Weiler Despoilleux, Vaux, La-Croix-de-Vaux und Ars. Der frühere Weiler Damaslieu ist abgegangen.

## Geschichte
Der Ort wurde im Jahr 857 als Camboriacum genannt.

## Einwohner
| 1962 | 1968 | 1975 | 1982 | 1990 | 1999 | 2006 | 2012 |
| ---- | ---- | ---- | ---- | ---- | ---- | ---- | ---- |
| 558  | 616  | 674  | 948  | 1025 | 992  | 1029 | 1070 |

## Verwaltung
Bürgermeister (maire) ist seit 2008 Jean-Pierre Blot.

## Sehenswürdigkeiten
- 1239 geweihte Kirche Saint-Étienne, seit 1875 als Monument historique klassifiziert[1]
- Überreste des alten Calvaire, seit 1927 als Monument historique eingetragen[2]
- 1877 wieder aufgebautes Schloss von Vaux, der Garten im Vorinventar der bemerkenswerten Gärten eingetragen[3]
- Calvaire in Vaux
- Croix Desnoyelles, Kreuz am Nordeingang des Orts
- Kriegerdenkmal

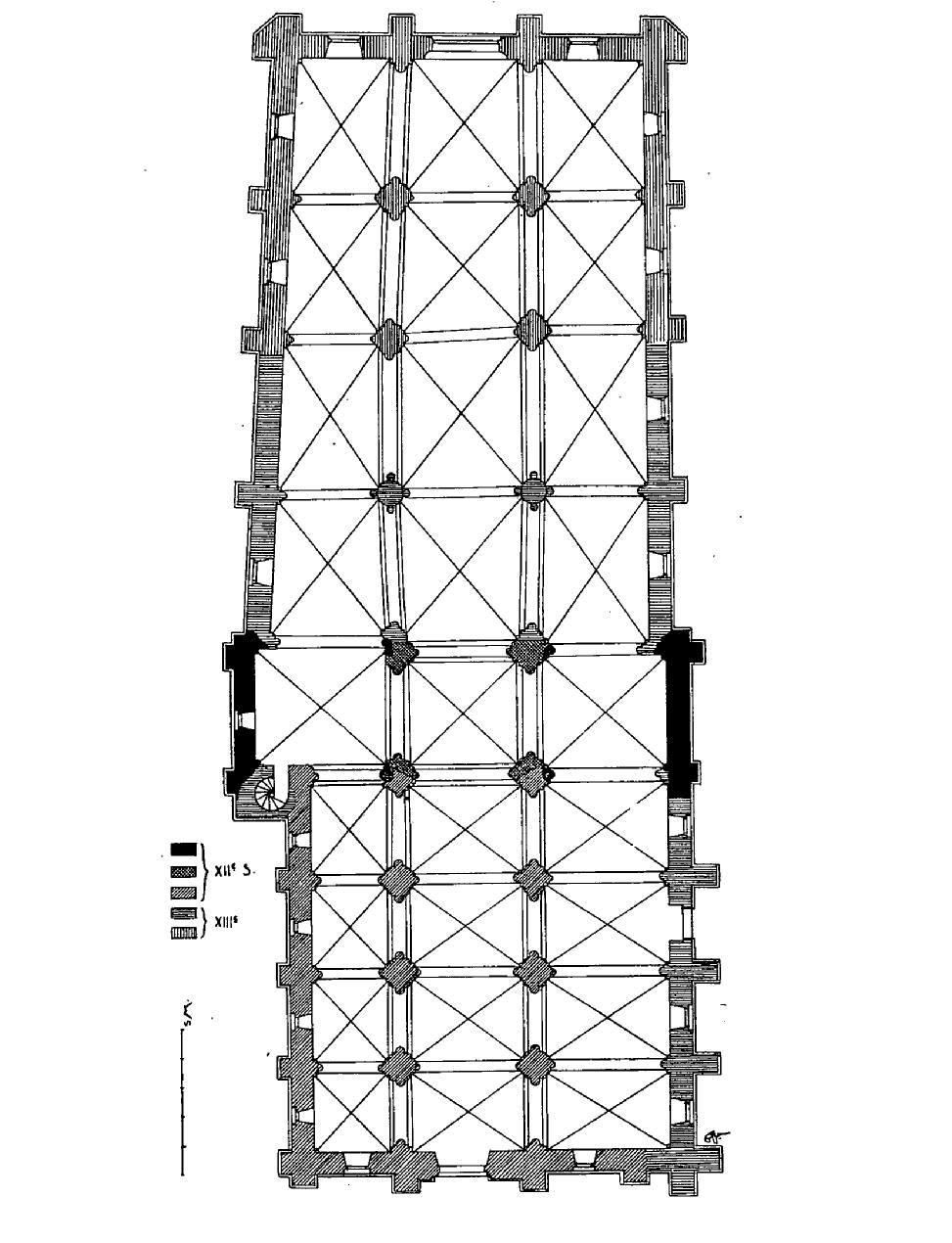
Grundriss der Kirche
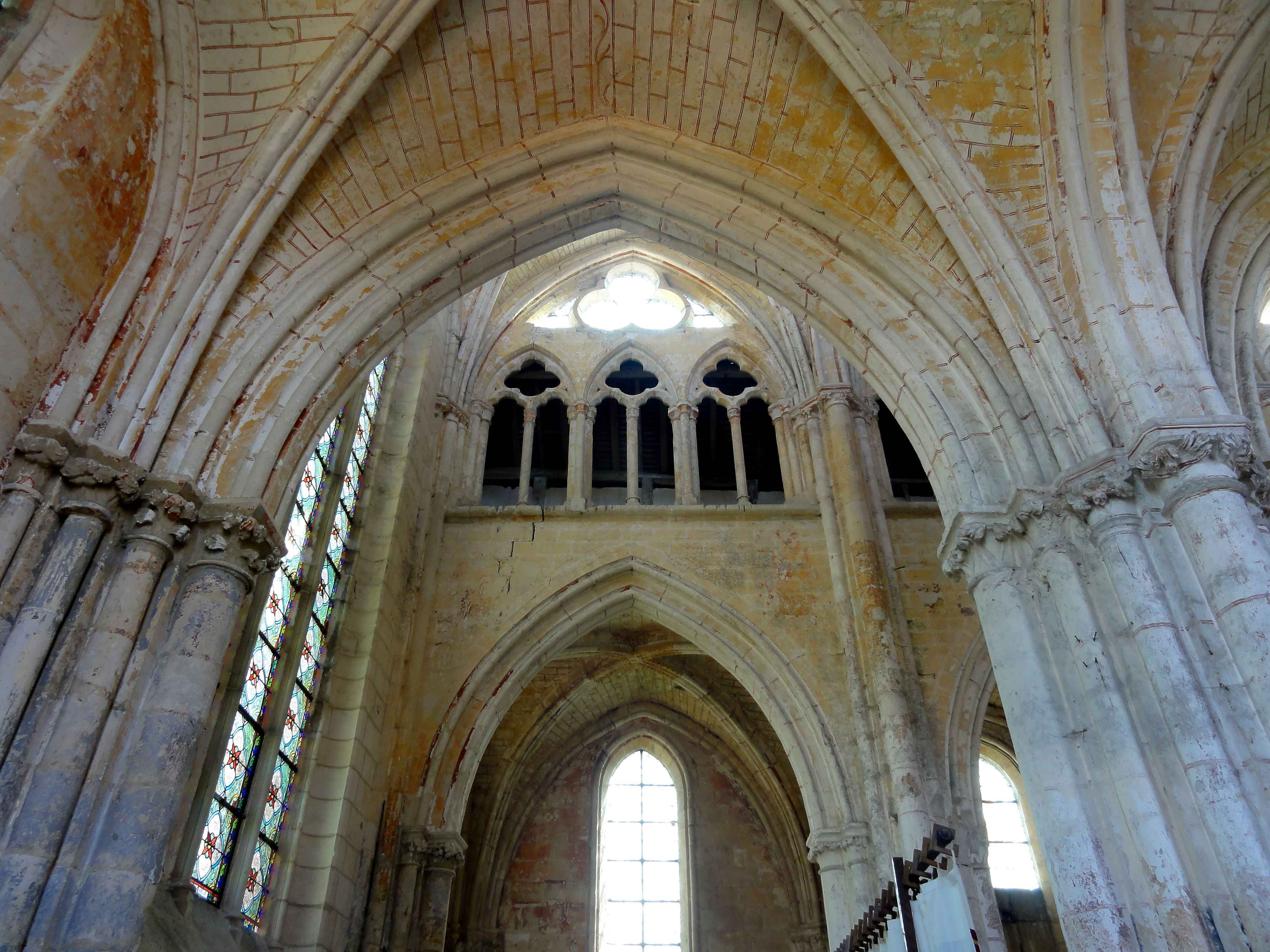
Innenansicht der Kirche
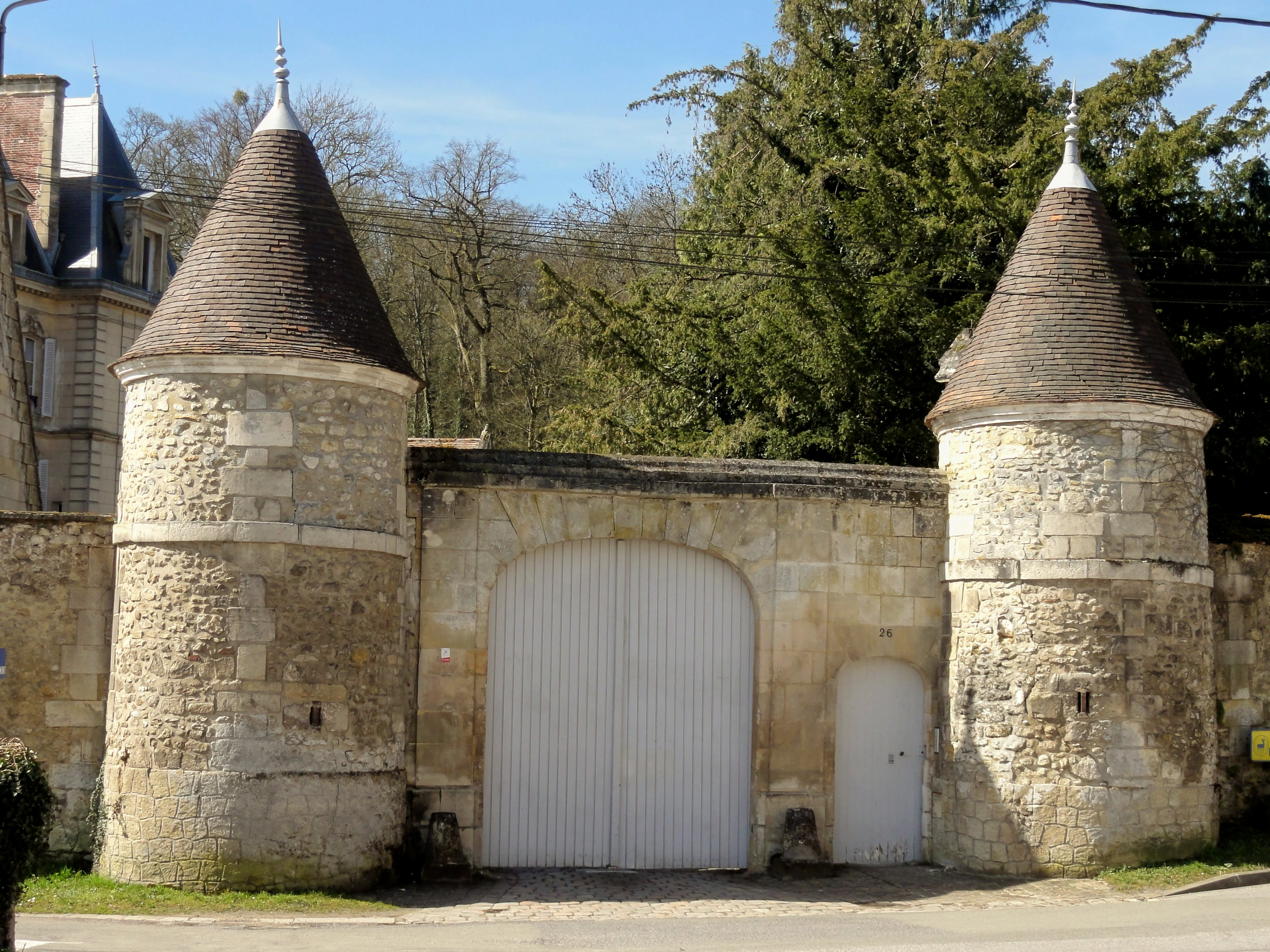
Portal des Schlosses von Vaux

## Persönlichkeiten
- Robert de Cressonsacq (unbekannt–1248), Bischof von Beauvais im 13. Jahrhundert, weihte 1239 die Kirche.